# Eszter Krutzler
Eszter Krutzler, född 4 mars 1981 i Szombathely, Ungern, är en före detta ungersk tyngdlyftare. Hon blev olympisk silvermedaljör i 69-kilosklassen i Aten 2004. Krutzler tog en silvermedalj i världsmästerskapen 2003, och en bronsmedalj 2001.